# Sometimes You Can't Make It on Your Own
«Sometimes You Can't Make It on Your Own» es una canción del álbum How to Dismantle an Atomic Bomb de la banda irlandesa U2. Fue lanzada en el Reino Unido y mundialmente el 7 de febrero de 2005 y debutó en el nº1 de las listas británicas.
La canción ganó el Grammy por "mejor presentación rock del año" y "canción del año" en la edición 2006 de los Grammy. La canción fue escrita por el líder de U2, Bono como tributo a su padre, Bob Hewson, quien falleció en el año 2001; Bono cantó la canción en su funeral. Esta canción habla de la relación con su padre, que no era muy buena; Bono ha dicho muchas veces, que no tenían mucha relación de padre a hijo, pero igual se querían mutuamente.

## Antecedentes y redacción
El vocalista principal Bono y el guitarrista The Edge comenzaron a trabajar en la canción durante la gira PopMart de 1997-1998 de U2. Durante la grabación del álbum de 2000 de U2 All That You Can't Leave Behind, Bono sabía que su padre, Bob Hewson, estaba en las etapas finales de un cáncer terminal. En ese momento, la canción tenía el título provisional de "Tough", ya que esa era la impresión que Bono siempre tenía de su padre; lo llamó: "Un tipo duro y viejo. Irlandés, Dub, dublinés del lado norte, muy cínico sobre el mundo y la gente pero muy encantador y divertido también". The Edge dijo que cuando la banda tocó la canción juntos, "fue un poco empalagoso". El bajista Adam Clayton dijo que la canción en su forma original "tenía una sensación muy tradicional", y que el grupo pasó mucho tiempo tratando de cambiar "el contenido armónico" sin dejar de "conservar las melodías fuertes". Posteriormente, la banda decidió no lanzar la canción sobre All That You Can't Leave Behind. Después de la muerte de Bob en 2001, Bono cantó una versión de la canción en su funeral.
Durante la grabación del siguiente álbum de U2, How to Dismantle an Atomic Bomb, revisaron la canción. El grupo continuó luchando con eso, ya que Edge sintió que la secuencia de acordes era demasiado obvia. El productor Daniel Lanois ayudó a la banda con el comienzo de la canción. A sugerencia de Bono, el bajo de los versos se dejó caer un tono antes que el relativo menor, un cambio que la banda creía que había sido un gran avance. Después de lo que Clayton estimó como la tercera o cuarta reescritura de la canción, el productor Steve Lillywhite la escuchó con Bono and the Edge. Criticó la pista, diciéndoles que no tenía coro y que cada verso simplemente iba seguido de la línea "a veces no puedes hacerlo por tu cuenta". Lillywhite pensó que la pista necesitaba "un puente para levantarla hasta la línea del coro". Bono luego pidió una guitarra para tocar y espontáneamente, en falsete, cantó las líneas "Y eres tú cuando miro na na na na / Y eres tú du du du du du du du / A veces no puedes hacerlo por tu cuenta ". A pesar de que Bono aún no había escrito el resto de la letra para este nuevo segmento, Lillywhite dijo: "de repente la canción se terminó. Esa canción había existido durante la mayor parte de cinco años y nadie les había dicho que no tenía coro ". Bono grabó su voz en una sola toma durante una visita del presidente de Interscope Records, Jimmy Iovine, al estudio.

## Lanzamiento
"Sometimes You Can't Make It on Your Own" se publicó en el Reino Unido el 7 de febrero de 2005 y en Australia la semana siguiente. En el primer país, la canción se agregó a la lista de reproducción C-list de BBC Radio 1 el 29 de diciembre de 2004. Pasó a la lista B una semana después y a la lista A una semana después de eso. En los Estados Unidos, la canción se agregó a varios formatos de radio entre febrero y marzo. En Canadá, la canción fue lanzada el 22 de marzo de 2005, un mes después de que se publicara allí "All Because of You".

## Canciones
Todas las letras escritas por Bono, toda la música compuesta por U2. 
| Lanzamiento promocional |        |          |  |
| N.º                     | Título | Duración |  |

| 3" CD (Europe) and 5" CD (Australia) / Island 987 032-4, Island 987 011-5 |        |          |  |
| N.º                                                                       | Título | Duración |  |

| 5" Australian and Canadian CD / Island 987 011-4 & Island 0249870115 |        |          |  |
| N.º                                                                  | Título | Duración |  |

| 5" CD Japan / Island UICI5019 |        |          |  |
| N.º                           | Título | Duración |  |

| 5" Lanzamiento en DVD |        |          |  |
| N.º                   | Título | Duración |  |

## Posición en las listas
| Lista (2005)                     | Posición |
| -------------------------------- | -------- |
| Alemania, Singles Chart          | 23       |
| Australia ARIA Charts            | 19       |
| Austria, Singles Chart           | 25       |
| Bélgica, Singles Chart (Flandes) | 14       |
| Bélgica, Singles Chart (Valonia) | 13       |
| Canadá, Singles Chart            | 1        |
| Dinamarca, Tracklisten           | 2        |
| España, Top 100 Canciones        | 1        |
| Finlandia, Singles Chart         | 11       |
| Francia, Singles Chart           | 60       |
| Irlanda, Singles Chart           | 3        |

| Lista (2005)                         | Posición |
| ------------------------------------ | -------- |
| Italia Singles Chart                 | 2        |
| Nueva Zelanda, Singles Chart         | 12       |
| Noruega, VG-lista                    | 6        |
| P. Bajos, Dutch MegaCharts           | 5        |
| R.Unido, UK Singles Chart            | 1        |
| Suecia Singles Chart                 | 24       |
| Suiza Singles Chart                  | 39       |
| EE. UU. Billboard Adult Top 40       | 15       |
| EE. UU. Billboard Hot 100            | 97       |
| EE. UU. Billboard Modern Rock Tracks | 29       |
| EE. UU. Billboard Pop 100            | 87       |